# متماخ
متماخ (به آلمانی: Mettmach) یک منطقهٔ مسکونی در اتریش است که در ناحیه راید ایم اینکرایس واقع شده‌است. متماخ ۳۰ کیلومتر مربع مساحت دارد ۴۶۴ متر بالاتر از سطح دریا واقع شده‌است.